# Svétlaia Polianka
Svétlaia Polianka (en rus: Светлая Поляна) és un poble (un possiólok) de l'óblast de Lípetsk, a Rússia, que el 2013 tenia 249 habitants. Pertany al districte rural de Griazi.